# Alexandru Gațcan
Alexandru Gațcan (Chisinau, 27 maart 1984) is een Moldavisch voetballer die bij voorkeur als defensieve middenvelder speelt. Hij tekende in 2008 bij FK Rostov. In 2005 debuteerde hij voor Moldavië.

## Clubcarrière
Gațcan begon zijn carrière in eigen land bij Unisport Chişinău en trok in 2004 naar Spartak Moskou, waar hij bij het tweede elftal aansloot. In 2005 speelde hij één jaar voor Spartak Chelyabinsk. In januari 2006 trok de middenvelder transfervrij naar Roebin Kazan, waar hij veertig competitieduels in twee jaar speelde. In augustus 2008 werd hij verkocht aan FK Rostov. In zijn debuutjaar maakte de Moldavisch international meteen drie doelpunten, waarmee hij een bijdrage had aan de promotie van zijn club naar de Premjer-Liga. In 2013 werd hij uitgeroepen tot Moldavisch voetballer van het jaar. In 2014 won Gațcan met Rostov de Russische beker. Het seizoen erop eindigde de club als tweede in de competitie, waardoor het tijdens het seizoen 2016/17 mag deelnemen aan de voorrondes van de UEFA Champions League.

## Interlandcarrière
In 2005 debuteerde Gațcan voor Moldavië. Op 12 oktober 2005 maakte hij in de WK-kwalificatiewedstrijd tegen Italië zijn eerste interlandtreffer. Hij maakte na 76 minuten gelijk, nadat enkele minuten eerder Christian Vieri de Italianen op voorsprong bracht. Vijf minuten voor affluiten maakte Alberto Gilardino de winnende treffer voor Italïë. Gațcan speelde twee kwalificatiewedstrijden voor het WK 2006 en zeven kwalificatiewedstrijden voor het EK 2008. Op 24 mei 2014 maakte hij zijn tweede interlanddoelpunt in de vriendschappelijke interland tegen Saoedi-Arabië. Op 18 februari 2015 volgde zijn derde interlandtreffer in de oefenwedstrijd tegen Kazachstan.